# Bijlmerdreef

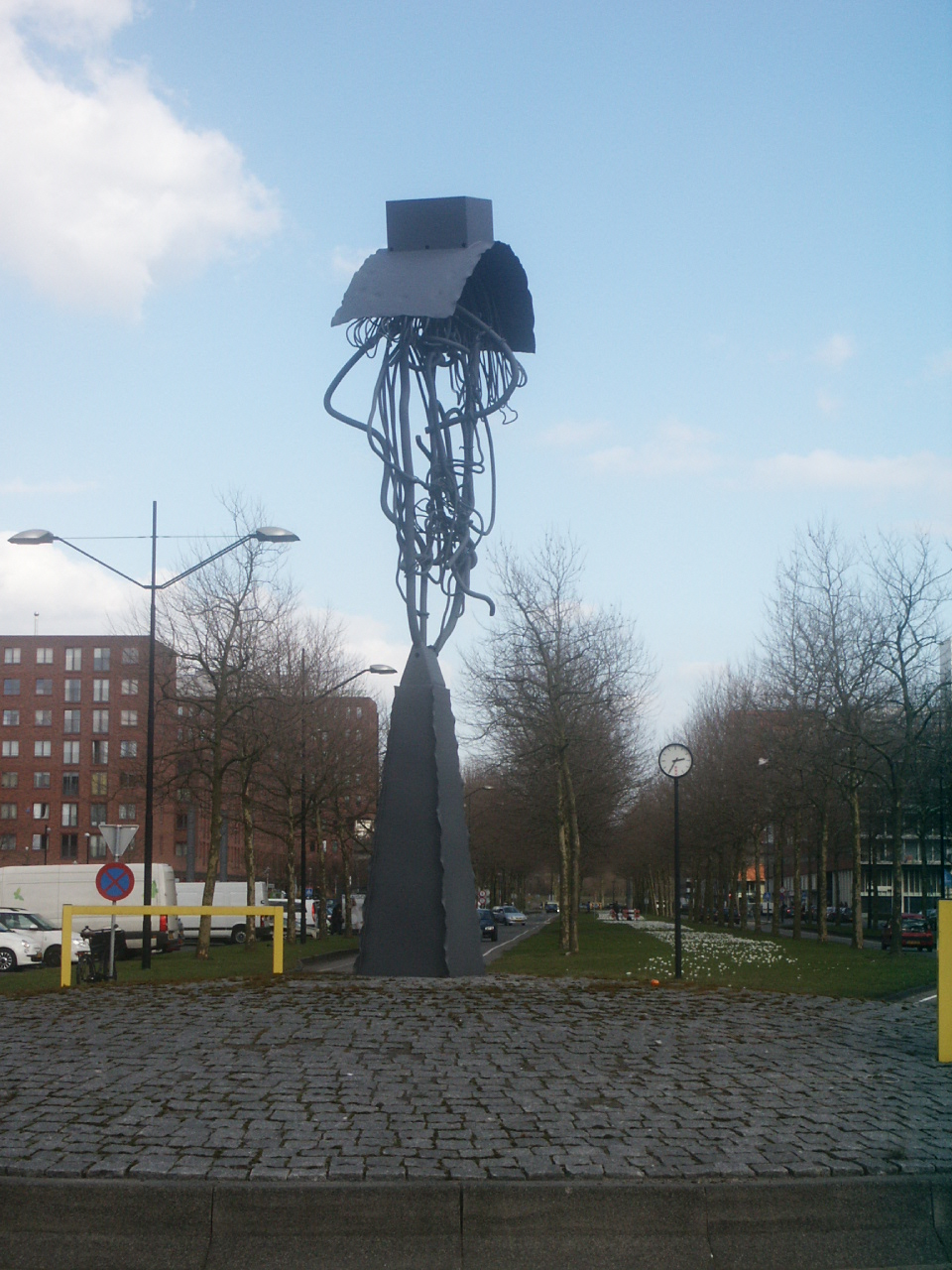
Anton Martineau: Kop met vier neuzen (2008), Bijlmerdreef rotonde Groesbeekdreef

De Bijlmerdreef is de eerst aangelegde en tevens belangrijkste dreef in de Bijlmermeer in Amsterdam-Zuidoost.
De verhoogde dreef, oorspronkelijk uitsluitend voor snelverkeer, waarvan het eerste gedeelte werd geopend in 1968, verbindt de Foppingadreef nabij station Amsterdam Bijlmer ArenA met de 's-Gravendijkdreef in het Oosten van de Bijlmermeer. Verder kruist de dreef de Dolingadreef, de Flierbosdreef, de Gooiseweg, de Groesbeekdreef en de Elsrijkdreef. Vanaf de dreef waren rechtstreekse aansluitingen op de parkeergarages van de flats langs de dreef. In 1971 bij de opening van het eerste station Bijlmer werd de dreef op maaiveldniveau doorgetrokken tot de Hoogoorddreef. Later werd dit gewijzigd in halfhoog maar bij de bouw van het derde station Bijlmer rond 2000 moest de Bijlmerdreef hier verdwijnen in verband met de uitbreiding van het station. 
In de begintijd lag aan de dreef op het maaiveld op de plaats van de huidige wijk Vogeltjeswei het Aanloopcentrum dat met een afrit vanaf de dreef bereikbaar was. In 1975 werd het vervangen door de winkelcentra Fazantenhof en Ganzenhoef (gelegen onder Brug 1017 en parkeergarages) en in 1976 gesloopt waarna het terrein lange tijd braak lag. In 1986 werd het Fazantenhof vervangen door het nieuwe winkelcentrum de Amsterdamse Poort waar tijdens de latere stadsvernieuwing ook het Anton de Komplein werd aangelegd.
In de tweede helft van de jaren negentig werd de Bijlmerdreef in het kader van de vernieuwing van de Bijlmermeer tussen de Gooiseweg en de 's-Gravendijkdreef verlaagd en veranderd in een stadsstraat met een middenberm. Ook verschenen er fiets en voetpaden en gelijkvloerse kruisingen. Het onder de dreef en parkeergarage gelegen winkelcentrum Ganzenhoef werd vervangen door het nieuwe winkelcentrum Ganzenpoort. Het gedeelte tussen de Foppingadreef en de Gooiseweg is nog steeds verhoogd gelegen en nog echt een dreef. Oorspronkelijk bevonden zich aan de dreef geen huisnummers, de flatwoningen hadden de naam van de naastgelegen flats. Pas na de vernieuwing en verlaging kwamen er aan de dreef wel huisnummers, het hoogste nummer is 1477.
De dreef is vernoemd naar de waterplas het Bijlmermeer.